# Sicília
A Sicília (em italiano e siciliano Sicilia) é uma região autônoma com estatuto especial da Itália meridional com 25 832 km² e 4,8 milhões de habitantes, cuja capital é Palermo, que com 660 mil habitantes, é a quinta maior cidade italiana.

## Administração

Províncias da Sicília

Esta região é composta das seguintes províncias:
- Agrigento
- Caltanissetta
- Catania
- Enna
- Palermo
- Messina
- Ragusa
- Siracusa
- Trapani

## Línguas
A língua oficial falada na Sicília é o italiano, mas praticamente todos os sicilianos são bilíngues, pois também falam o siciliano (u sicilianu), que é falado também na Calábria meridional e na zona do Salento (Puglia).
Minorias linguísticas da região são o arbëreshë, falado na província de Palermo; os dialetos galo-itálicos sicilianos, falados principalmente nas províncias de Enna e Messina; e o grego, na cidade de Messina.

## Turismo

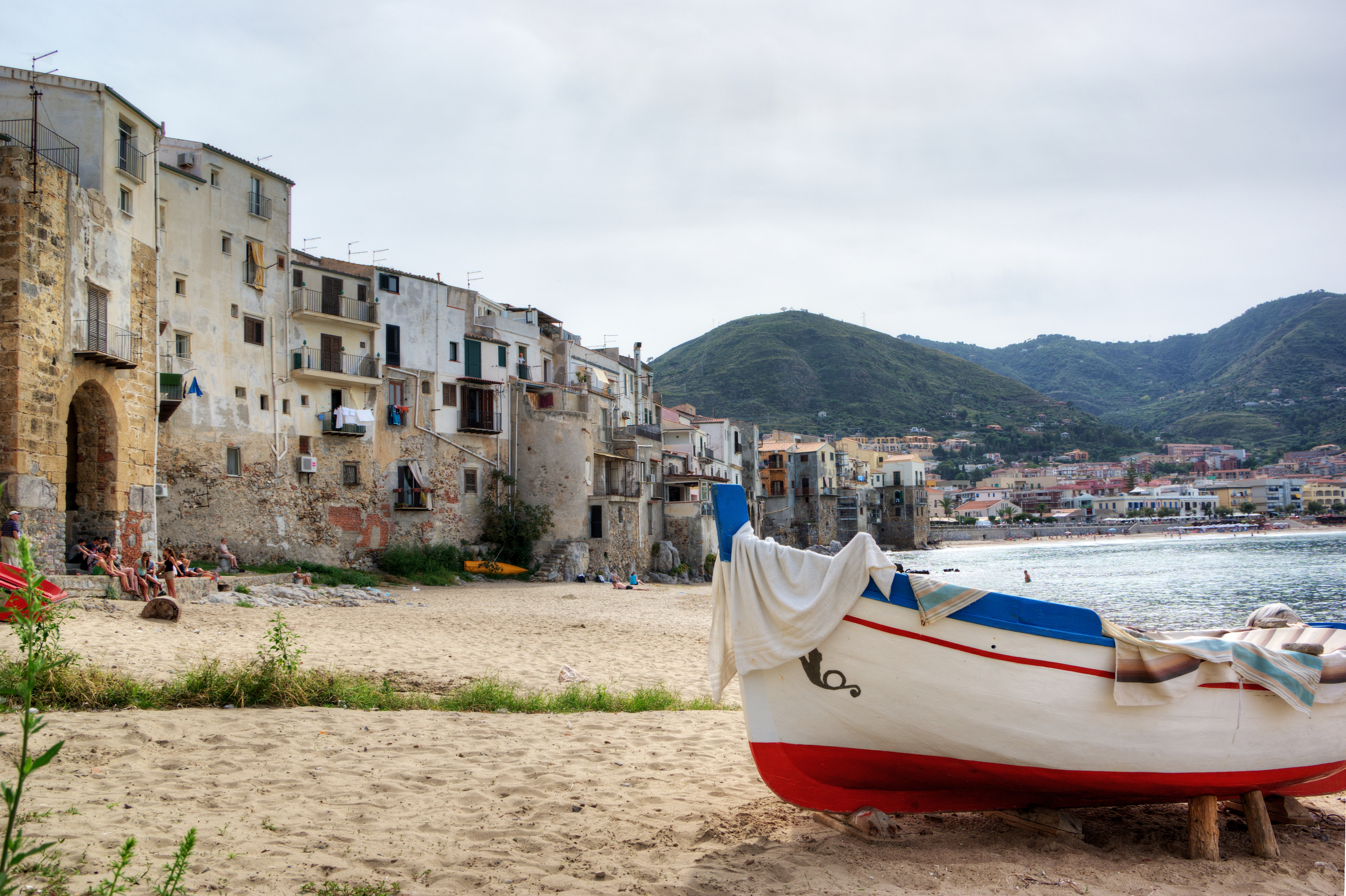
Cefalù

Esta região, reconhecida unanimemente uma das mais completas e fascinantes de toda a Itália, é visitada anualmente por milhões de pessoas provenientes de todas as partes do mundo.
As suas cores, os seus sabores, os aromas de seus vales e os perfumes que se irradiam das costas contribuíram para perpetuar nos séculos o fascínio de uma terra às vezes dura, mas igualmente rica de possibilidades. Para esta terra – pela aspereza que distingue quem a vive e trabalha – foi cunhado um termo, pelos homens de arte e de cultura: sicilianidade (sicilianità).
O turismo é uma atividade em crescimento, favorecida pela presença sobre o território de numerosos sítios arqueológicos e de belezas naturais que, como nos casos de Taormina e Cefalù, suscitam o interesse dos visitantes.

## Geografia

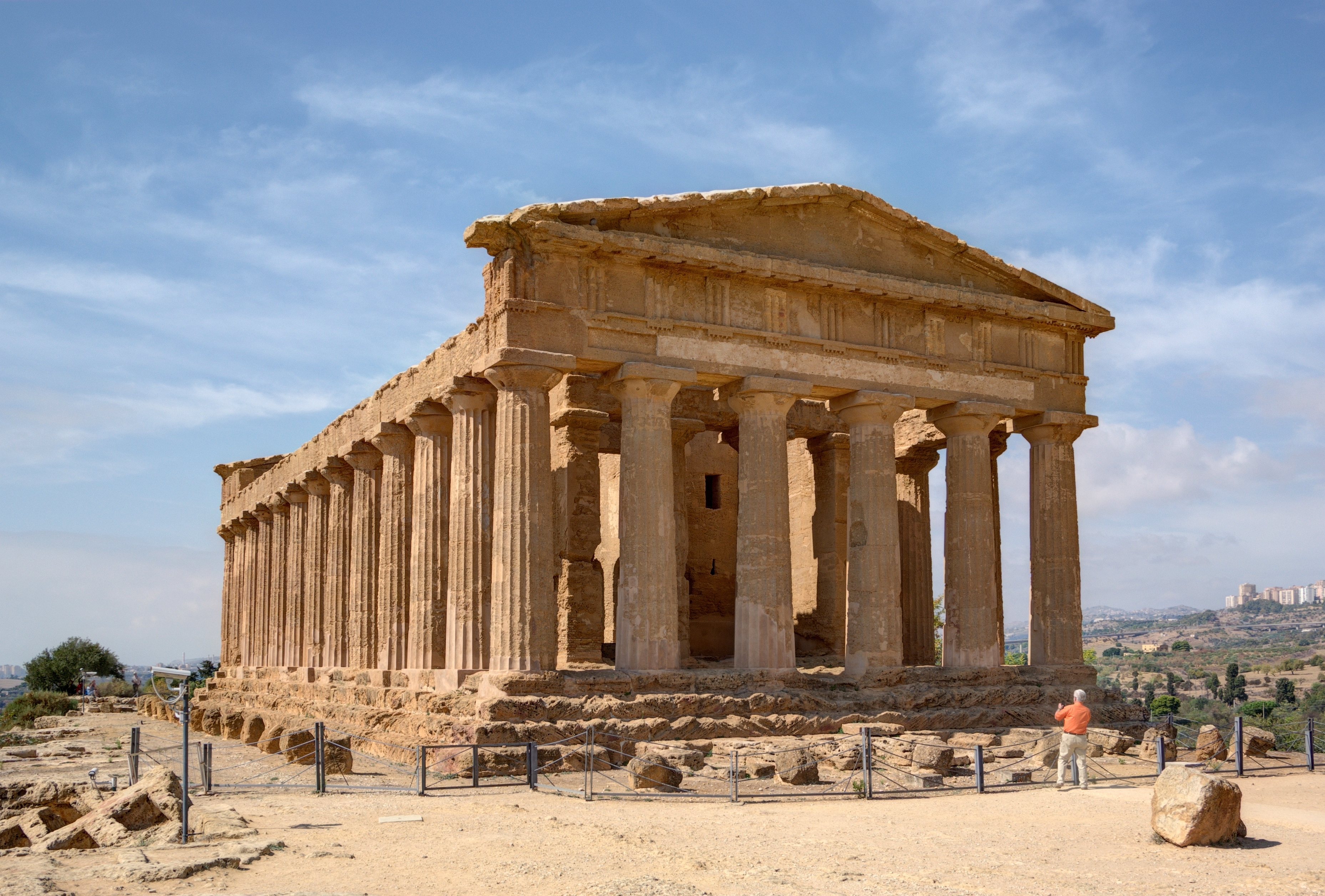
O Templo da Concórdia em Agrigento.

A Sicília é a principal ilha do mar Mediterrâneo, mas geologicamente pertence à mesma placa tectônica da península Itálica, e orograficamente é uma região dos Apeninos como muitas outras regiões italianas. Compreende, na região homônima, também diversas ilhas menores, como as ilhas Eólias (Líparas), as ilhas Égadas e as ilhas Pelágias.
O arquipélago onde se encontra a ilha de Malta é só geograficamente parte integrante da Sicília. Malta, por outro lado, esteve unida à Sicília (também politicamente) até 1798 quando foi ocupada (por cerca de dois anos) por Napoleão Bonaparte.
A Sicília é separada do continente e da Itália peninsular pelo estreito de Messina, de apenas três quilômetros, onde se encontra, com seu magnífico porto natural, a cidade de Messina. O comune de Messina é a seu modo associada ao comune de Reggio Calabria, na região adjacente, a única região com a qual limita-se, a Calábria, formando a seu modo uma área metropolitana integrada do Estreito.
A própria região e também as ilhas circundantes têm intensa atividade vulcânica. Os vulcões principais são o Etna (no leste da Sicília) e, nas ilhas vizinhas, o Stromboli e Vulcano.
De forma triangular, a Sicília tinha na antiguidade o nome de Trinacria. As costas setentrionais, altas e rochosas, se lançam sobre o mar Tirreno com recortes como os golfos de Castellammare del Golfo, de Palermo, de Termini Imerese, de Milazzo e muitos outros menores que contém amplas praias cobertas de finíssima areia.

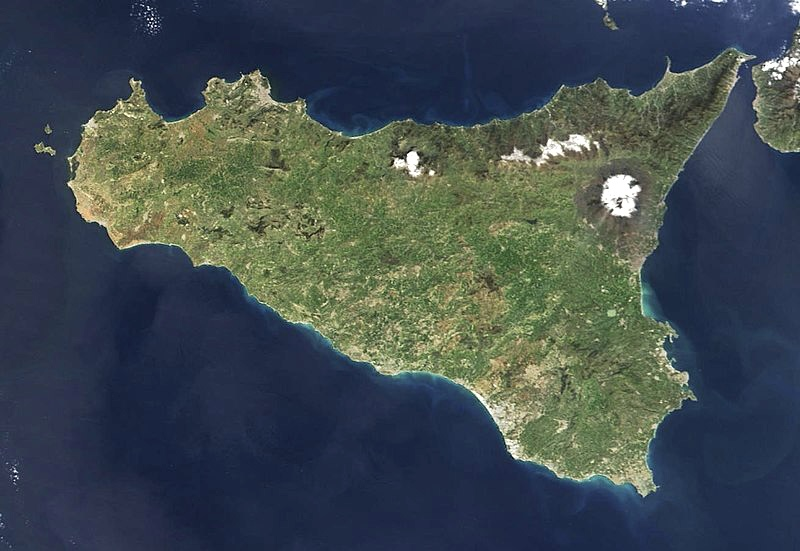
Sicília - note-se o vulcão Etna: o ponto branco na península a nordeste

A oeste a costa jônica é mais recortada em direção ao sul, enquanto o litoral meridional – de frente à África – é arenoso, mas geralmente uniforme. O relevo é variado e, enquanto na Sicília oriental se pode reconhecer, nos montes Peloritanos, montes Nébrodi e Madonias (ponto mais alto: Pizzo Carbonara, 1 979 m), a continuação dos Apeninos da Calábria, a Sicília central e ocidental ostenta maciços isolados. Mais ao centro estão os Montes Erei, sobre os quais se encontra, a 948 metros de altura, a cidade de Enna.
A oeste surgem outros montes de altura variável, como os Sicanos, cujo pico mais alto é o monte Camarata de 1 580 metros, e os montes que circulam a Bacia de Ouro, a planície onde, defronte ao mar, se estende Palermo, a capital desta região.
A leste se ergue, visível do estreito de Messina, o cume do Aspromonte, o cume nevado do vulcão Etna, com 3 274 metros. Com suas frequentes erupções, o Etna recobriu o território circundante com sua lava negra que produziu a planície que se estende até o mar, a planície de Catânia, uma das províncias da região, ao longo do litoral.

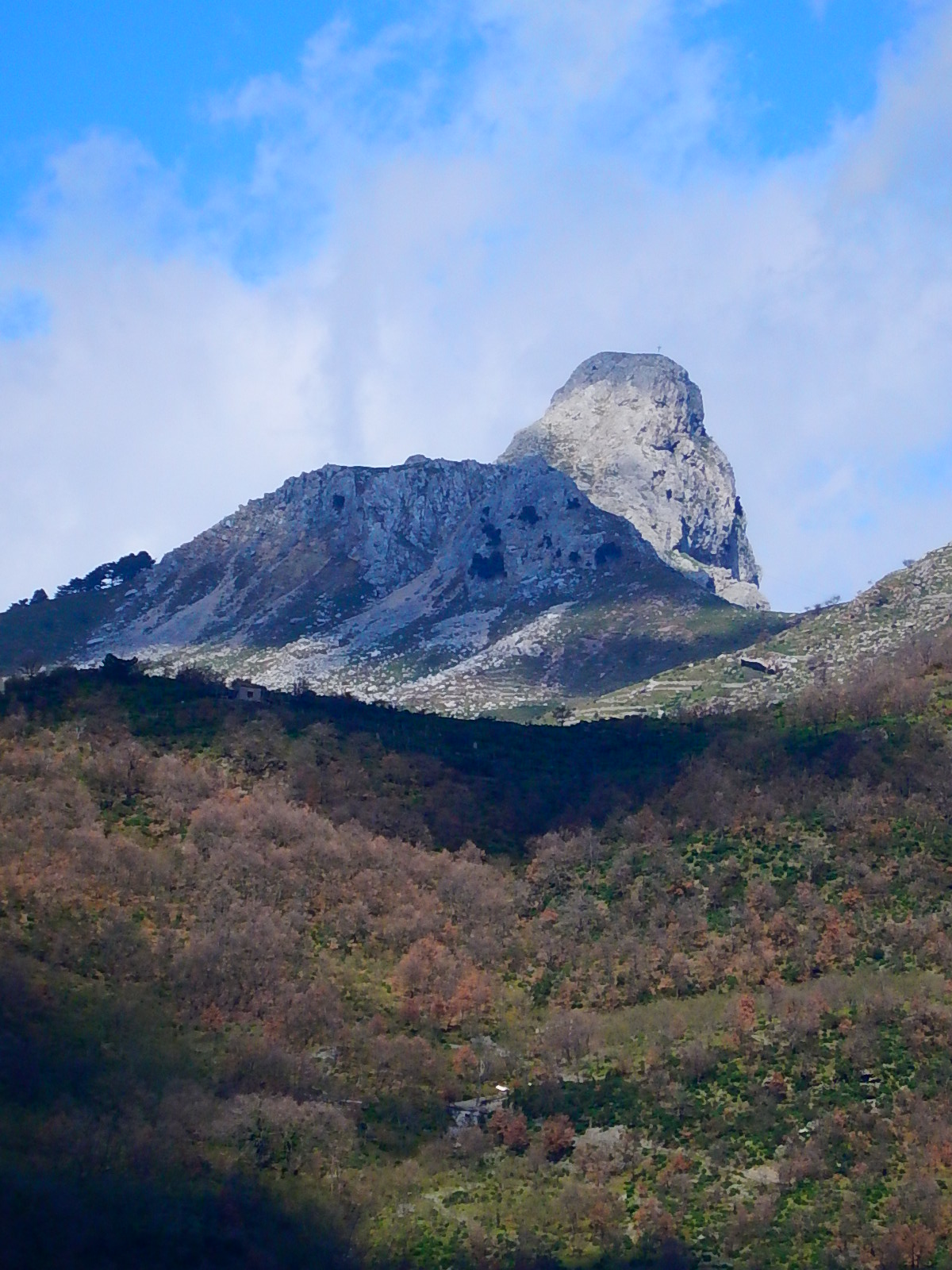
Rocca di Salvatesta, montanhas Peloritani

Os rios sicilianos são todos de porte e extensão limitados. Desembocam no mar Jônico o rio Simeto e o rio Alcântara, ao longo da costa meridional, o rio Imera, o rio Platani e o rio Belice.

## História
A Sicília, devido à sua posição geográfica, sempre teve um papel de importância nos eventos históricos que tiveram como protagonistas os povos do Mediterrâneo.
A vizinhança de múltiplas civilizações enriqueceu a Sicília de assentamentos urbanos, de monumentos e de vestígios do passado que fazem da região um dos lugares privilegiados onde a história pode ser revista através das imagens dos sinais que o tempo não apagou.
A Sicília também foi disputada na guerra entre Roma e Cartago, na qual essas duas potências queriam o domínio sobre o comércio no mar Mediterrâneo. Roma saiu vitoriosa.
Também sendo invadida por tropas aliadas da Segunda Guerra no dia 10 de julho de 1943, com a realização bem-sucedida da Operação Husky.

## Barroco siciliano
O Barroco siciliano possui uma identidade arquitetónica única. Noto, Caltagirone, Catânia, Ragusa, Modica, Scicli e, particularmente, Acireale contêm alguns dos exemplos da arquitetura barroca de Itália, esculpidos no arenito vermelho local. Noto é um dos melhores exemplos da arquitetura barroca trazida para a Sicília. O estilo barroco na Sicília limitava-se em grande parte aos edifícios erguidos pela igreja e aos palazzi construídos como residências particulares para a aristocracia siciliana.

## Esportes

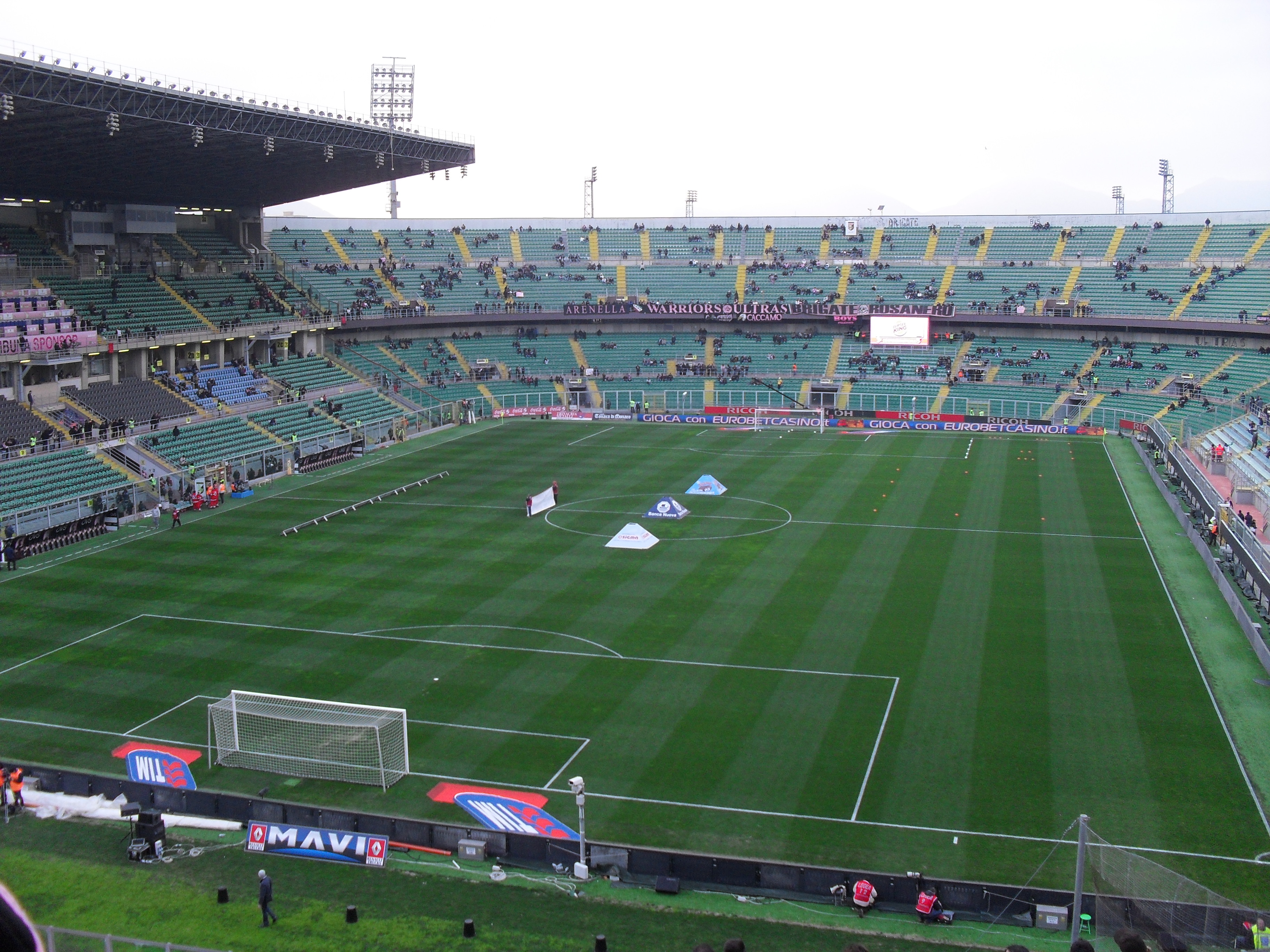
Estádio Renzo Barbera em Palermo.

O esporte mais popular na Sicília é o futebol, que surgiu no final do século XIX sob a influência dos ingleses. Alguns dos clubes de futebol mais antigos da Itália são da Sicília: os três mais bem-sucedidos são Palermo, Catania e Messina.
Palermo e Catania têm uma rivalidade acirrada e competem juntos no derby da Sicília. Palermo é o único time da Sicília que jogou na fase de grupos da UEFA Europa League. Na ilha, o jogador de futebol mais conhecido é Salvatore Schillaci, que ganhou a Bola de Ouro na Copa do Mundo FIFA de 1990 com a Seleção da Itália.
Embora o futebol seja o esporte mais popular na Sicília, a ilha também tem participantes em outros esportes. Amatori Catania competiu na principal liga nacional italiana de rugby chamada de top 12.
Anteriormente, no automobilismo, a Sicília realizava a corrida de carros esportivos Targa Florio que acontecia nas montanhas Madonie, com a linha de chegada e chegada em Cerda. O evento foi iniciado em 1906 pelo industrial siciliano e entusiasta de automóveis Vincenzo Florio e durou até ser cancelado devido a preocupações de segurança em 1977.